# تشاينا (لاعب كرة قدم برتغالي)
تشاينا (بالبرتغالية: João Pedro dos Santos Gonçalves‏) هو لاعب كرة قدم برتغالي، ولد في 15 أبريل 1982 في باجة في البرتغال. شارك مع منتخب البرتغال لكرة القدم. أما مع النوادي، فقد لعب مع ميتالورغ دونيتسك ونادي إيرميس أراديبو ونادي بيلينينسش ونادي فاتيما ونافال ونيا سلاميس فاماغوستا.

## وصلات خارجية
- تشاينا على موقع اتحاد أوكرانيا (الإنجليزية)
- تشاينا على موقع قاعدة بيانات كرة القدم.إي يو (الإنجليزية)
- تشاينا على موقع Soccerway.com (الإنجليزية)